# メロン記念日
メロン記念日（メロンきねんび）は、1999年から2010年まで活動していた日本の女性歌手グループ、女性アイドルグループ。ハロー!プロジェクト（以下ハロプロ）に属していた。所属事務所はアップフロントエージェンシー（現：アップフロントプロモーション）。2010年5月3日、中野サンプラザでの公演をもって解散。2025年、デビュー25周年を記念して期間限定再結成。

## メンバー
| 名前       | よみがな        | 愛称            | 生年月日       | 年齢   | 年齢   | 年齢 | 担当             | 備考          |
| 名前       | よみがな        | 愛称            | 生年月日       | 結成時 | 解散時 | 現在 | 担当             | 備考          |
| ---------- | --------------- | --------------- | -------------- | ------ | ------ | ---- | ---------------- | ------------- |
| 斉藤瞳     | さいとう ひとみ | ひとみん ボス   | 1981年10月31日 | 17歳   | 28歳   | 43歳 | セクシー担当     | 2代目リーダー |
| 村田めぐみ | むらた めぐみ   | むらっち        | 1981年3月3日   | 18歳   | 29歳   | 44歳 | メルヘン担当     | 初代リーダー  |
| 大谷雅恵   | おおたに まさえ | マサオ まぁしぃ | 1982年2月25日  | 17歳   | 28歳   | 43歳 | ボーイッシュ担当 |               |
| 柴田あゆみ | しばた あゆみ   | 柴ちゃん みゅん | 1984年2月22日  | 15歳   | 26歳   | 41歳 | ナチュラル担当   |               |

## 略歴
- 1999年8月10日、「第2回モーニング娘。&平家みちよ妹分オーディション」が行われ約3,687人の中から4人が合格し、ユニットを結成。
- 1999年12月28日、ユニット名が「メロン記念日」に決定。
- 2000年2月、つんく♂プロデュースでデビュー。
- 2009年3月31日、ハロー!プロジェクトを卒業。ファンクラブも翌日より「ハロー!プロジェクト」から「メロン記念部」として独立。
- 2010年2月19日、メロン記念日10th ANNIVERSARY LIVE『生誕3654日感謝祭』にて同年4月から行うツアーを最後に解散することを発表[3]。
- 2010年5月3日、中野サンプラザにてラストライブ『メロン記念日 FINAL STAGE "MELON'S NOT DEAD"』を開催し解散。
- 2010年6月30日、ファンクラブ「メロン記念部」の運営終了。
- 2011年4月16日、東京の代々木公園にて、メンバー4人が集まり東日本大震災の募金活動『負けるものか!!頑張れ東北!!!』を行った。グループ解散後、初めて公の場で4人揃って姿を見せた[4][5][6]。
- 柴田あゆみは2011年にユニバーサルミュージックからソロでメジャー・デビュー。その後2013年6月から11月までフリー、2014年からロックを中心に再始動を発表。大谷雅恵はライブ中心の歌手として活動中。芸能界を引退した斉藤瞳は地元である新潟でラジオパーソナリティとして、村田めぐみは地元の宮城へ戻っている。
- 2013年12月6日、同月31日の大晦日に行われるハロプロ初のカウントダウンライブ公演『Hello! Project COUNTDOWN PARTY 2013 〜 GOOD BYE & HELLO! 〜』に太陽とシスコムーンとともに一夜限りで復活をすることが発表された。
- 2013年12月31日、中野サンプラザで開催された『Hello! Project COUNTDOWN PARTY 2013 〜 GOOD BYE & HELLO! 〜』に1部、2部ともに出演。
- 2018年10月21日、埼玉県の彩の国くまがやドームで開催された『Hello! Project 20th Anniversary!! Hello! Project ハロ!フェス 2018』に出演[7][8]。
- 2025年1月1日、Xのアカウントを開設し、デビュー25周年を記念して期間限定再結成することを発表。大谷雅恵の考えを尊重し、今回は斉藤瞳・村田めぐみ・柴田あゆみの3人で活動する[1][2]。
- 2025月1月2日、過去にリリースした全楽曲を翌3日より各サブスクリプション型（定額制）音楽ストリーミングサービスで配信開始することを発表[9][10]。
- 2025年3月29日、千葉・幕張メッセで開催された「Hello! Project ひなフェス 2025」にゲスト出演[11]。
- 2025月7月30日、ラストライブ『メロン記念日 FINAL STAGE “MELON'S NOT DEAD”』のオリジナルマスターデータから、デジタルリマスターしたBlu-rayを発売予定[12]。

## 特徴
- 「このユニットが存在しなかったら、仮にどこかで知り合ったとしても友達にはなれなかったと思う」とメンバー全員が互いを評すほど、4人の性格は異なり、その4つの異なる個性の組み合わせが独特の魅力を作り出していたグループ。
- 女性アイドルグループとして、特にハロプロ出身ユニットでは非常に珍しく、結成当初からのメンバーが一度も変動することなく、10年に亘る長期活動を行った。そのことをメンバー、ファン共々大きな誇りにしており「いつまでもこの4人でメロンを」「誰か1人抜けてもメロンではない」といった声は多く聞かれた。そしてこの結成当時のメンバー4人のまま、メロン記念日の活動は終了した。
- デビュー当初は知名度、人気共に芳しくなく、4人の役割分担が今ひとつ明分化されていなかったこともあり地味な存在と言えた。CD売り上げ面でも苦戦し、一時は解散も囁かれたが「This is 運命」のヒットを転機として再び活動を活発化。地道にファンを増やしていったが、なかなか単独コンサートは行えず他のハロプロメンバーのライブに客演するなどしていた。後輩である松浦亜弥の「NHK紅白歌合戦」出演時にバックダンサーとして登場したこともあった。
- 2008年より月に一度、様々なゲストを招いてライブ&トークを行う「MELON GREETING」を継続して行っていた（単独ライブ開催月を除く）。また、2007年からは年末カウントダウン・ライブを開始。解散直前はTVメディア等への露出、CDリリースは少なくなったが、ライブハウスでの活動は盛んに行っていた。
- 初期の低迷から抜け出し長期に渡り活動しているため、ファンも非常に熱心で年齢層も高い傾向にある。そんなカルト的ファンに支えられていることをメンバーは自認しており、近年はブログ等でファンのことを「ヲタモダチ」と呼んだりもしている（無論ネガティブな意味合いではない）。村田曰く「自他共に認める庶民派アイドル」。
- グループ結成当初のリーダーは最年長の村田めぐみだった。2002年10月、「香水」の発売を前に、斉藤瞳がリーダーとなり、発売記念イベントで発表された。リーダー交代はメンバーで話し合った結果とされている。
- 歌手以外の活動も多彩で、コメディドラマ『サイボーグしばた』は好評を受け3作目まで製作された。ミュージカルや、舞台劇の出演（客演・主演）も多数こなしている。またユニークな取り組みとして、ライブハウスでメンバーそれぞれがDJとなり自ら選曲した曲を流すイベント「MELON LOUNGE」を多彩なゲストを招き定期的に開催。怒髪天やBEAT CRUSADERSメンバー等も参加した。
- 初期の楽曲では柴田あゆみ・大谷雅恵の2人が前面に出ていたが、一時は柴田ひとりが主旋律を歌い他の3人はバックコーラスを務めた「香水」のような、実質柴田がセンター的な楽曲もいくつか作られた。その後は「4人でメロン」が定着しており、あまり1人に偏った構成にはなっていない。
- ハロプロ在籍中の時系列的変化のひとつとして、つんく♂の関わりが挙げられる。つんく♂がすべてを手掛けた曲は2005年の「肉体は正直なEROS」が最後であり、シャ乱QやSomething ELseメンバー等多彩なミュージシャンが曲を提供している。元々いわゆるキラーチューンの何曲かは新堂敦士が作曲していたこともあり、つんく♂のカラーの薄いユニットとなっていた。
- 当初、モーニング娘。の妹分のグループとして結成されたが、モーニング娘。がメンバーチェンジを繰り返した結果、2005年4月の矢口真里脱退以後はモーニング娘。に在籍している誰よりも、メロン記念日のメンバー全員が年長（メロン記念日の最年少は1984年2月生まれの柴田あゆみ、解散時点でモーニング娘。の最年長は1986年9月生まれの高橋愛）となり、年齢や活動歴からすると妹分というのは不自然な状況になった。そんな理由から、かつて小川麻琴が「メロン姉さん」と呼ぶことがあった。
- オフの時はメンバー同士ではあまり会わず別行動を取っていると公言。ブログでの4人の書き込みで裏付けられている。
- 「メロン記念日とは何月何日か」が時折話題に上るが、メンバーは「CDデビューの2月19日」と答えることが多い。ただし「毎日がメロン記念日」と答えたこともある。
- メロン記念日解散後、斉藤瞳は芸能界から引退し、ハチミツ二郎と結婚したが離婚。その後、地元である新潟のFMラジオ局「FM-NIIGATA」でラジオパーソナリティとして活動している（2015年に高校時代の同級生と再婚）。村田めぐみはアップフロントに残留し「ムラタメグミ」に改名して活動を続けたが、2011年3月31日に芸能界を引退。柴田あゆみは別事務所へ移籍して活動を続け、2016年にプロ野球選手の南昌輝と結婚し芸能活動を休止中。大谷雅恵は個人で芸能活動を続けている。詳細は各メンバーの個人項目を参照。

## 作品

### シングル

#### メジャー
1. 甘いあなたの味（2000年2月19日）
2. 告白記念日（2000年6月28日）
3. 電話待っています（2001年3月7日）
4. This is 運命（2001年10月11日）
5. さぁ!恋人になろう（2002年2月14日）
6. 夏の夜はデインジャー!（2002年6月19日）
7. 香水（2002年10月23日）
8. 赤いフリージア（2003年1月29日）
9. チャンス of LOVE（2003年5月8日）
10. MI DA RA 摩天楼（2003年9月10日）
11. かわいい彼（2003年12月3日）
12. 涙の太陽（2004年6月9日）
13. シャンパンの恋（2004年10月27日）
14. 肉体は正直なEROS（2005年2月9日）
15. アンフォゲッタブル（2007年3月28日）
16. お願い魅惑のターゲット 〜マンゴープリン Mix〜（2007年9月5日）
17. カリスマ・綺麗（2008年3月19日）

#### インディーズ
1. お願い魅惑のターゲット/Crazy Happy!（2006年6月10日）

#### コラボレーション・シングル
タワーレコード限定発売。コラボレーション・シングルすべてタワーレコード店舗で購入すると購入者特典としてオリジナルCDケース、オンラインショップですべて購入するとオリジナルPC壁紙がプレゼントされた。
1. DON'T SAY GOOD-BYE（2009年6月24日）
  - BEAT CRUSADERSとのコラボレーションシングル
2. ピンチはチャンス バカになろうぜ!（2009年7月22日）
  - ニューロティカとのコラボレーションシングル
3. sweet suicide summer story（2009年8月12日）
  - ミドリとのコラボレーションシングル
4. 青春・オン・ザ・ロード（2009年10月21日）
  - THE COLLECTORSとのコラボレーションシングル
5. メロンティー（2009年12月30日）
  - GOING UNDER GROUNDとのコラボレーションシングル

### アルバム

#### オリジナル・アルバム
1. 1st Anniversary（2003年3月12日）
2. THE 二枚目（2004年12月1日）
3. MELON'S NOT DEAD（2010年2月17日）

#### ミニ・アルバム
1. メロンジュース（2007年12月12日）

#### ベスト・アルバム
1. FRUITY KILLER TUNE（2006年12月6日）
2. MEGA MELON（2008年12月10日）
3. URA MELON（2010年4月21日）

#### 参加アルバム
1. THE BLUE HEARTS "25th Anniversary" TRIBUTE （2010年2月24日）
  - 3曲目の「キスしてほしい （トゥー・トゥー・トゥー）」をカヴァーしている。

### DVD/VHS

#### MV集
1. メロン記念日シングルMクリップス①（2002年11月27日）
2. メロン記念日シングルVクリップス②（2003年12月3日）
3. メロン記念日シングルVクリップス③（2007年5月9日）

#### コンサート映像
1. メロン記念日 Live Tour 2003春 〜1st Anniversary〜（2003年5月8日）
2. メロン記念日 〜'03クリスマススペシャル 超渋メロン〜（2004年2月11日）
3. メロン記念日 ライブツアー2004夏 〜極上メロン〜（2004年11月26日）
4. メロン記念日 CONCERT TOUR 2005 WINTER 「今日もメロン明日もメロン、クリスマスはマスクメロンで!」（2006年3月15日）
5. メロン記念日 コンサートツアー2006冬 「FRUITY KILLER TUNE」（2007年3月28日）
6. メロン記念日 FINAL STAGE "MELON'S NOT DEAD"（2010年7月14日）
7. メロン記念日 FINAL STAGE “MELON'S NOT DEAD”(Digitally Remastered Version)（2025年7月30日）

#### ファンクラブ限定
1. イベントV 2ショットで恋人気分!（2003年12月6日）
2. メロン記念日 日本青年館公演'05レビュー&コンサート「むらたさ〜ん、ごきっ?」（2005年6月2日）
3. メロン記念日 LIVE HOUSE TOUR 2006 灼熱天国
4. メロン記念日 LIVE HOUSE TOUR 2007 LOCK ON!
5. メロン記念日 CONCERT TOUR 2007 WINTER 100%メロンジュース
6. メロン記念日 LIVE HOUSE TOUR 2008 四次元ジャック!!
7. メロン記念日 コンサート2008冬 MEGA MELON Single Match
8. メロン記念日 LIVE TOUR 2009 凱旋
9. メロン記念日物語～Decade of MELON KINEN-BI～（2010年6月30日）

#### その他
1. サイボーグしばた（2002年12月4日）*アイドルをさがせ!コレクションVol.1
2. キャプテンしばた （2002年12月4日）*アイドルをさがせ!コレクションVol.2
3. 新サイボーグしばたっ!! （2004年9月29日）
4. 闘え!!サイボーグしばた3 （2005年9月28日）

## 公演

### 単独コンサート
- メロン記念日 初単独ライブイベント （2002年3月24日大阪 ひらかたパーク メロン単独で1000人集まる）
- メロン記念日ファーストコンサート「これが記念日」（2002年12月9日 - 19日 4都市4公演）
- メロン記念日ライブツアー2003春〜1st Anniversary〜（2003年3月8日 - 23日 7都市8公演）
- メロン記念日ライブツアー2003SUMMER〜夏メロン〜（2003年8月9日 - 22日 6都市9公演）
- メロン記念日 単独コンサート〜'03クリスマススペシャル 超渋メロン〜（2003年12月13日・14日 1都市3公演）
- メロン記念日ライブツアー2004春〜もぅ ホレちゃうぞ!〜（2004年3月5日 - 21日 8都市11公演）
- メロン記念日スペシャルライブ2004〜ボーナス!〜（2004年6月14日 - 16日 1都市3公演）
- メロン記念日ライブツアー2004夏〜極上メロン〜（2004年8月10日 - 29日 9都市12公演）
- メロン記念日コンサートツアー2004冬〜ザ☆メロンショー!〜（2004年12月11日 - 26日 3都市5公演）
- メロン記念日 日本青年館公演レビュー&コンサート『むらたさ〜ん、ごきっ?』（2005年2月17日 - 20日 1都市6公演）
- メロン記念日コンサートツアー2005冬『今日もメロン明日もメロン、クリスマスはマスクメロンで!』（2005年12月10日 - 12月25日 3都市5公演）
- メロン記念日コンサート2006『MEL-ON TARGET』（2006年6月10日・11日 1都市3公演）
- メロン記念日ライブハウスツアー2006〜灼熱天国〜 （2006年8月13日 - 9月23日 7都市9公演）
- メロン記念日コンサートツアー2006冬『FRUITY KILLER TUNE』（2006年12月16日 - 12月30日 3都市5公演）
- メロン記念日ライブハウスツアー2007 〜LOCK ON!〜 （2007年9月1日 - 30日 5都市9公演）
- メロン記念日コンサートツアー2007冬『100％メロンジュース』（2007年12月16日 - 29日 3都市5公演）
- メロン記念日カウントダウンライブ2007-2008『100％メロンジュース』（2007年12月31日 1都市1公演）
- メロン記念日ライブハウスツアー2008『四次元ジャック!!』（2008年9月6日 - 21日 3都市4公演）
- メロン記念日コンサート2008冬『MEGA MELON SINGLE MATCH』（2008年12月28日 1都市2公演）
- メロン記念日COUNTDOWN LIVE 2008-2009『MEGA MELON DEATH MATCH』（2008年12月31日 1都市1公演）
- メロン記念日ライブツアー2009 『凱旋』 （2009年8月16日 - 9月6日 4都市7公演）[注釈 1]
- メロン記念日2009 おつかれライブ〜ネコ!ネコ!ネコ!（2009年12月30日 1都市1公演）
- メロン記念日2009〜10 カウントダウンライブ〜トラ!トラ!トラ!〜（2009年12月31日 - 2010年1月1日 1都市1公演）
- メロン記念日10th ANNIVERSARY LIVE 『生誕3654日感謝祭』（2010年2月19日 1都市1公演）
- メロン記念日10th ANNIVERSARY LIVE 『2000〜2004』『2005〜2010』（2010年2月21日 1都市2公演）
- メロン記念日FINAL TOUR "MELON'S NOT DEAD"（2010年4月24日・25日 2都市3公演）
- メロン記念日FINAL STAGE "MELON'S NOT DEAD"（2010年5月3日 1都市1公演）
- メロン記念日’25 LIVE TOUR〜熟メロン〜（2025年8月9日 - 10月4日、7都市14公演）[13]

### その他のコンサート
- Hello! Project ハッピーニューイヤー 2000 （2000年1月2日 - 30日）
- Hello! Project 2000 集まれサマーパーティ （2000年7月15日 - 9月10日）
- Hello! Project 2001 すごいぞ! 21世紀 （2001年1月2日 - 2月25日）
- Hello! Project 2001 TOGETHER! サマーパーティー! （2001年7月14日 - 28日）
- Hello! Project 2002 〜今年もすごいぞ〜 （2002年1月2日 - 2月17日）
- Hello! Project 2002 〜ONE HAPPY SUMMER DAY〜 （2002年7月13日 - 28日）
- Hello! Project 2003 Winter 〜楽しんじゃってます!〜 （2003年1月2日 - 2月2日）
- Hello! Project 2003夏 〜よっしゃ! ビックリサマー!!〜 （2003年7月19日 - 27日）
- Hello! Project 2004 Winter 〜C'MON! ダンスワールド〜 （2004年1月3日 - 25日）
- Hello! Project 2004 Summer 〜夏のドーン〜 （2004年7月17日 - 8月1日）
- Hello! Project 2005 Winter 〜A HAPPY NEW POWER! 紅組〜 （2005年1月4日 - 23日）
- Hello! Project 2005 Winter オールスターズ大乱舞 〜A HAPPY NEW POWER! 飯田圭織卒業スペシャル〜 （2005年1月29日・30日）
- ハロ☆プロ パーティ〜!2005〜松浦亜弥キャプテン公演〜（2005年6月4日 - 26日 11都市23公演）
- Hello! Project 2005 夏の歌謡ショー 〜'05 セレクション! コレクション!〜 （2005年7月10日 - 24日）
- ハロ☆プロ パーティ〜!2005〜松浦亜弥キャプテン公演NEO〜（2005年9月3日 - 11月27日 18都市35公演）
- Hello! Project 2006 Winter 〜エルダークラブ〜（2006年1月2日 - 22日）
- Hello! Project 2006 Winter 〜全員集GO!〜（2006年1月28日・29日）
- Hello! Project 2007 Winter 〜エルダークラブ The Cerebration〜 （2007年1月5日 - 20日）
- Hello! Project 2007 Winter 〜集結! 10th Anniversary〜 （2007年1月27日・28日）
- ハロ☆プロ オンステージ!2007 『Rockですよ!』（2007年2月9日 - 18日 1都市11公演）
- Hello! Project 2007 Summer 10th アニバーサリー大感謝祭〜ハロ☆プロ夏祭り〜 （2007年7月15日 - 29日）
- Hello! Project 2008 Winter 〜かしましエルダークラブ〜 （2008年1月5日 - 19日）
- Hello! Project 2008 Winter 〜決定! ハロ☆プロアワード'08〜 （2008年1月26日・27日）
- Hello! Project 2009 Winter エルダークラブ公演 〜Thank you for your LOVE!〜（2009年1月10日・11日・17日・24日）
- Hello! Project 2009 Winter 決定! ハロ☆プロ アワード'09 〜エルダークラブ卒業記念スペシャル〜 supported by YOKOHAMA ARENA 20th Anniversary（2009年1月31日・2月1日）
- Hello! Project COUNTDOWN PARTY 2013 〜GOOD BYE & HELLO!〜（2013年12月31日、中野サンプラザ）[14]
- Hello! Project 20th Anniversary!! Hello! Project ハロ!フェス 2018（2018年10月21日、彩の国くまがやドーム）

### ミュージカル
- LOVEセンチュリー -夢はみなけりゃ始まらない- （2001年5月3日 - 27日、モーニング娘。主演）
- 草原の人（2003年2月7日 - 23日、松浦亜弥主演）
- おかえり（2004年2月4日 - 28日、安倍なつみ主演）
- Girl's Knight（2006年3月9日 - 12日、メロン記念日主演）

### ライブイベント・音楽フェス
- @JAM EXPO 2025 supported by UP-T（2025年8月30日、横浜アリーナ）

### 舞台
- 劇団ゲキハロ 旗揚げ公演「江戸から着信!?〜タイムスリップto圏外!〜」（2006年11月1日 - 12日、Berryz工房主演）
- 劇団X-QUEST 私を土星に連れてって! 〜RPG Fly Me To The Saturn〜（2007年5月11日 - 20日、客演）
- 劇団トノチョ トノチョ'vol.5 〜宇宙にタッチ〜（2007年10月31日 - 11月4日、客演）
- かば（2008年4月30日 - 5月6日、メロン記念日主演）制作協力 劇団散歩道楽
- かば2（2008年8月6日 - 10日、メロン記念日主演）制作協力 劇団散歩道楽
- かば3（2009年3月14日 - 22日、メロン記念日主演）制作協力 劇団散歩道楽
- UNO:R（2009年7月1日 - 5日、メロン記念日主演）
- メロン記念日物語〜Decade of MELON KINEN-BI〜（2010年3月17日 - 22日、メロン記念日主演）

## 出演

### テレビ
- モーニング娘。のへそ（2000年2月17日 - 3月9日、テレビ東京）
- ハロー!モーニング。（2000年4月9日 - 2007年4月1日、テレビ東京） ※番組内ミニドラマ『バレリーナ戦隊メロン』、『小さな恋の記念日』、『飛び出せ!アルバイトしばた』に出演。
- TOP50カラオケ&クリップ（2000年10月 - 2001年9月、CS第一興商スターカラオケ）
- アイドルをさがせ!（2001年7月 - 10月、テレビ東京） ※番組内ミニドラマ『サイボーグしばた』『キャプテンしばた』にレギュラー出演。
- 魔女っ娘。梨華ちゃんのマジカル美勇伝（2004年11月11日 - 30日、テレビ東京）
- 天才てれびくんMAX（2005年6月13日 - 15日、NHK教育） ※天てれドラマ 『アイドルはやめられない?!』に出演。
- 娘DOKYU!（2005年8月12日 - 9月30日、テレビ東京）
- 音流（2007年9月7日、テレビ東京） ※大谷を除く3名で出演。
- 音流（2008年12月19日、テレビ東京）
- あたしたちの桃色日記（2009年3月2日・30日、BS11デジタル） ※第1話柴田、斉藤 第5話大谷、村田出演

### CM
- ネットウェイ「宅配情報サービス Tottoco」

### ラジオ
- COLORFUL PLEASURE（2002年1月5日 - 2005年3月26日、FM-FUJI）
- メロン記念日の「めろんぱ」（2002年4月4日 - 2004年3月23日、CBCラジオ） ※ハイパーナイト
- ヤングタウン土曜日（2004年4月 - 2006年3月、MBSラジオ） ※柴田あゆみ（卒業後もメロン記念日解散・移籍までレギュラー欠席時に出演していた）
- 未熟! 早熟!! 成熟!!! 完熟!!!!（2004年9月30日 - 2005年3月31日、NRN）
- ハロプロやねん!（2004年10月1日 - 29日・2005年12月2日、ABCラジオ）
- TBC FUNふぃーるど・モーレツモーダッシュ（2005年6月27日 - 2008年3月28日、東北放送） ※村田めぐみはレギュラー出演
- TOKYO→NIIGATA MUSIC CONVOY（2005年10月3日 - 2008年3月31日、FM PORT）
- メロン（笑）（2005年10月4日 - 2006年3月28日、NRN）
- DJ Tomoaki's Radio Show!（2007年3月22日、下北FM）
- song 4 anniversary（2008年4月1日 - 2009年9月29日、ミュージックバード）
- メロン記念日のぎゅっ!!とナイト（2008年4月5日 - 2009年6月27日、FM PORT）
- メロン記念日のぎゅっ!!とナイ2（2009年11月7日 - 2010年3月、FM PORT）

### インターネット
- The moving Radio これってやっぱりメロン気分（2005年3月14日 - 2006年8月21日、ハロー!プロジェクト on フレッツ）
- メロン記念日インタビュー（2009年8月25日、モッテコ書店）

## 書籍

### 写真集
- Hello! project 2003 夏（2003年9月30日、竹書房） ISBN 4-8124-1370-2
- Hello! project 2004 winter メロン記念日（2004年3月13日、竹書房） ISBN 4-8124-1597-7
- メロン記念日ファースト写真集「太陽と果実」（2004年6月9日、ソニー・マガジンズ） ISBN 4-7897-2271-6
- Hello! project 2004 summer メロン記念日（2004年9月29日、竹書房） ISBN 4-8124-1839-9